# クリス・マーティン (野球)
クリストファー・ライリー・マーティン（Christopher Riley Martin, 1986年6月2日 - ）は、アメリカ合衆国テキサス州アーリントン出身のプロ野球選手（投手）。右投右打。MLBのテキサス・レンジャーズ所属。

## 経歴

### プロ入り前
2004年のMLBドラフト18巡目（全体523位）でデトロイト・タイガースから指名されたが、マクレナン・コミュニティカレッジへ進学した。
2005年のMLBドラフト21巡目（全体627位）でコロラド・ロッキーズから指名されたが、契約には至らなかった。
コミュニティカレッジ時代に肩に大怪我を負ったため、一時期野球をやめて倉庫従業員を行っていた。倉庫従業員時代、同僚とキャッチボールすると肩の痛みが癒えていたことに気付き、野球を再開することになった。

### プロ入りと独立リーグ時代
2010年には独立リーグであるアメリカン・アソシエーションのグランドプレーリー・エアーホッグスでプレー。13試合（先発4試合）に登板して4勝0敗、防御率1.96、36奪三振の成績を残した。

### レッドソックス傘下時代
2011年3月31日にボストン・レッドソックスとマイナー契約を結んだ。5月から傘下のA級グリーンビル・ドライブでプレー。7試合（先発1試合）に登板して4勝0敗、防御率2.17、28奪三振と好投した。6月にA+級セイラム・レッドソックスへ昇格。13試合に登板して2勝1敗4セーブ、防御率0.92、24奪三振を記録した。8月にAA級ポートランド・シードッグスへ昇格。3試合に登板して0勝1敗、防御率15.88、3奪三振を記録した。
2012年はAA級ポートランドでプレーし、23試合に登板して3勝6敗、防御率4.48、65奪三振を記録した。オフにはアリゾナ・フォールリーグに参加し、サプライズ・サグアロスに所属した。
2013年はまずAA級ポートランドで12試合に登板。2勝0敗、3セーブと結果を残し、6月にAAA級ポータケット・レッドソックスへ昇格。30試合に登板して3勝3敗2セーブ、防御率3.18、47奪三振を記録した。

### ロッキーズ時代
2013年12月18日にジョナサン・ヘレーラとのトレードで、フランクリン・モラレスと共にロッキーズへ移籍した。
2014年は傘下のAAA級コロラドスプリングス・スカイソックスで開幕を迎え、4月25日にロッキーズとメジャー契約を結んでアクティブ・ロースター入りした。翌26日のロサンゼルス・ドジャース戦でメジャーデビュー。3点ビハインドの5回裏一死から登板し、1.2回を投げ1安打無失点、2奪三振だった。この年メジャーでは16試合に登板して防御率6.89、14奪三振を記録した。
2015年1月5日にDFAとなった。

### ヤンキース時代
2015年1月13日に金銭トレードで、ニューヨーク・ヤンキースへ移籍した。ヤンキースでは24試合に登板して0勝2敗、防御率5.66という成績に終わり、メジャー2年目も初勝利はお預けとなった。オフの11月2日にFAとなった。

### 日本ハム時代
2015年11月4日に北海道日本ハムファイターズと契約に合意したことが発表された。
2016年当初、中継ぎとして起用される。シーズン中盤に抑えの増井浩俊が成績不振により2軍落ちし、その後先発に転向したことで抑えへ配置転換。球速は最速158kmまで伸び、防御率1.07、WHIP0.63、投球回を上回る57奪三振を記録する絶対的クローザーとして君臨した。シーズン終盤に右足首の故障で離脱するも、日本ハムの4年ぶりの優勝に貢献した。
2017年オフの11月10日にMLB復帰を目指すため退団することが発表された。12月2日にFAとなった。

### レンジャーズ時代
2017年12月15日にテキサス・レンジャーズと2年総額400万ドルの契約を結んだ。
2018年4月11日に前年までの二年間、元チームメート同士だった大谷翔平が移籍したロサンゼルス・エンゼルスと初対戦した。なお、直接対決はなかった。9月26日、エンゼルスとの試合で2-2と同点の8回に登板し、1アウトランナー無しの場面で大谷と初の直接対決。カウント2-2からの6球目、153キロの外角直球を左翼席上段に運ばれた。後続は断ったが、これが決勝点となりチームも敗戦した。
このオフの日米野球に参加し、登板している。

### ブレーブス時代
2019年7月30日にコルビー・アラードとのトレードで、アトランタ・ブレーブスへ移籍した。オフの10月31日にFAとなったが、11月19日に2年総額1400万ドルで再契約を結んだ。
2020年から、背番号は55となった。
2021年はチームがワールドシリーズに進出し、ヒューストン・アストロズを4勝2敗で下し優勝。自身初めてとなるワールドシリーズ優勝を経験した。オフの11月3日にFAとなった。

### カブス時代
2022年3月17日にシカゴ・カブスと250万ドルの1年契約を結んだ。

### ドジャース時代
2022年7月30日にザック・マッキンストリーとのトレードで、ロサンゼルス・ドジャースへ移籍した。
オフの11月6日にFAとなった。

### レッドソックス時代
2022年12月2日にボストン・レッドソックスが2年契約を結んだと発表した。
2024年オフの10月31日にFAとなった。

### レンジャーズ復帰
2025年1月6日にレンジャーズと1年契約を結び、6年ぶりに同チームに復帰した。

## 選手としての特徴
MLBではリリーフとして、最速96.7mph（約156km/h）日本での最速159km/h、平均94.3mph（約152km/h）のフォーシームを全投球中の約5割を占め、その他に平均146km/hのカットボール、平均151km/hのシンカーと言った速球系と、決め球である平均133km/hのカーブを持ち球とする。PITCHf/x上では2014年にスライダーとツーシームも1球ずつ使用している。

## 詳細情報

### 年度別投手成績
| 年 度    | 球 団    | 登 板 | 先 発 | 完 投 | 完 封 | 無 四 球 | 勝 利 | 敗 戦 | セ 丨 ブ | ホ 丨 ル ド | 勝 率 | 打 者 | 投 球 回 | 被 安 打 | 被 本 塁 打 | 与 四 球 | 敬 遠 | 与 死 球 | 奪 三 振 | 暴 投 | ボ 丨 ク | 失 点 | 自 責 点 | 防 御 率 | W H I P |
| -------- | -------- | ----- | ----- | ----- | ----- | -------- | ----- | ----- | -------- | ----------- | ----- | ----- | -------- | -------- | ----------- | -------- | ----- | -------- | -------- | ----- | -------- | ----- | -------- | -------- | ------- |
| 2014     | COL      | 16    | 0     | 0     | 0     | 0        | 0     | 0     | 0        | 3           | ----  | 69    | 15.2     | 22       | 2           | 4        | 0     | 0        | 14       | 1     | 2        | 12    | 12       | 6.89     | 1.66    |
| 2015     | NYY      | 24    | 0     | 0     | 0     | 0        | 0     | 2     | 1        | 5           | .000  | 99    | 20.2     | 28       | 2           | 6        | 1     | 1        | 18       | 3     | 0        | 13    | 13       | 5.66     | 1.65    |
| 2016     | 日本ハム | 52    | 0     | 0     | 0     | 0        | 2     | 0     | 21       | 19          | 1.000 | 182   | 50.2     | 25       | 2           | 7        | 0     | 0        | 57       | 2     | 3        | 8     | 6        | 1.07     | 0.63    |
| 2017     | 日本ハム | 40    | 0     | 0     | 0     | 0        | 0     | 2     | 1        | 29          | .000  | 137   | 37.2     | 21       | 2           | 6        | 0     | 1        | 34       | 0     | 1        | 5     | 5        | 1.19     | 0.72    |
| 2018     | TEX      | 46    | 0     | 0     | 0     | 0        | 1     | 5     | 0        | 14          | .167  | 177   | 41.2     | 46       | 5           | 5        | 2     | 3        | 37       | 4     | 0        | 21    | 21       | 4.54     | 1.22    |
| 2019     | TEX      | 38    | 0     | 0     | 0     | 0        | 0     | 2     | 4        | 12          | .000  | 147   | 38.0     | 35       | 8           | 4        | 0     | 0        | 43       | 0     | 0        | 13    | 13       | 3.08     | 1.03    |
| 2019     | ATL      | 20    | 0     | 0     | 0     | 0        | 1     | 1     | 0        | 6           | .500  | 69    | 17.2     | 17       | 1           | 1        | 0     | 0        | 22       | 0     | 0        | 10    | 8        | 4.08     | 1.02    |
| '19計    | ATL      | 58    | 0     | 0     | 0     | 0        | 1     | 3     | 4        | 18          | .250  | 216   | 55.2     | 52       | 9           | 9        | 0     | 0        | 65       | 0     | 0        | 23    | 21       | 3.40     | 1.02    |
| 2020     | ATL      | 19    | 0     | 0     | 0     | 0        | 1     | 1     | 1        | 6           | .500  | 66    | 18.0     | 8        | 1           | 3        | 1     | 1        | 20       | 0     | 0        | 3     | 2        | 1.00     | 0.61    |
| 2021     | ATL      | 46    | 0     | 0     | 0     | 0        | 2     | 4     | 1        | 13          | .333  | 181   | 43.1     | 49       | 4           | 6        | 1     | 3        | 33       | 0     | 0        | 20    | 19       | 3.95     | 1.27    |
| 2022     | CHC      | 34    | 0     | 0     | 0     | 0        | 1     | 0     | 0        | 6           | 1.000 | 133   | 31.1     | 38       | 5           | 4        | 1     | 0        | 40       | 6     | 1        | 16    | 15       | 4.31     | 1.34    |
| 2022     | LAD      | 26    | 0     | 0     | 0     | 0        | 3     | 1     | 2        | 3           | .750  | 92    | 24.2     | 12       | 1           | 1        | 0     | 1        | 34       | 1     | 0        | 4     | 4        | 1.46     | 0.53    |
| '22計    | LAD      | 60    | 0     | 0     | 0     | 0        | 4     | 1     | 2        | 9           | .800  | 225   | 56.0     | 50       | 6           | 5        | 1     | 1        | 74       | 7     | 1        | 20    | 19       | 3.05     | 0.98    |
| 2023     | BOS      | 55    | 0     | 0     | 0     | 0        | 4     | 1     | 3        | 23          | .800  | 199   | 51.1     | 45       | 2           | 8        | 3     | 0        | 46       | 1     | 0        | 6     | 6        | 1.05     | 1.03    |
| 2024     | BOS      | 45    | 0     | 0     | 0     | 0        | 3     | 1     | 2        | 15          | .750  | 180   | 44.1     | 47       | 5           | 3        | 1     | 3        | 50       | 2     | 0        | 22    | 17       | 3.45     | 1.13    |
| MLB：9年 | MLB：9年 | 369   | 0     | 0     | 0     | 0        | 16    | 18    | 14       | 106         | .471  | 1412  | 346.2    | 347      | 36          | 45       | 10    | 12       | 357      | 18    | 3        | 140   | 130      | 3.38     | 1.13    |
| NPB：2年 | NPB：2年 | 92    | 0     | 0     | 0     | 0        | 2     | 2     | 22       | 48          | .500  | 319   | 88.1     | 46       | 4           | 13       | 0     | 1        | 91       | 2     | 4        | 13    | 11       | 1.12     | 0.67    |

- 2024年度シーズン終了時
- 各年度の太字はリーグ最高

### MLBポストシーズン投手成績
| 年 度     | 球 団     | シ リ ｜ ズ | 登 板 | 先 発 | 勝 利 | 敗 戦 | セ ｜ ブ | 打 者 | 投 球 回 | 被 安 打 | 被 本 塁 打 | 与 四 球 | 敬 遠 | 与 死 球 | 奪 三 振 | 暴 投 | ボ ｜ ク | 失 点 | 自 責 点 | 防 御 率 |
| --------- | --------- | ----------- | ----- | ----- | ----- | ----- | -------- | ----- | -------- | -------- | ----------- | -------- | ----- | -------- | -------- | ----- | -------- | ----- | -------- | -------- |
| 2019      | ATL       | NLDS        | 0     | 0     | 0     | 0     | 0        | 0     | 0.0      | 0        | 0           | 0        | 0     | 0        | 0        | 0     | 0        | 0     | 0        | ----     |
| 2020      | ATL       | NLWC        | 2     | 0     | 0     | 0     | 0        | 6     | 2.0      | 0        | 0           | 0        | 0     | 0        | 0        | 0     | 0        | 0     | 0        | 0.00     |
| 2020      | ATL       | NLDS        | 1     | 0     | 0     | 0     | 0        | 6     | 1.0      | 2        | 0           | 0        | 0     | 1        | 1        | 0     | 0        | 1     | 1        | 9.00     |
| 2020      | ATL       | NLCS        | 5     | 0     | 0     | 1     | 0        | 20    | 5.0      | 3        | 1           | 2        | 0     | 0        | 5        | 0     | 0        | 1     | 1        | 1.80     |
| 2021      | ATL       | NLCS        | 3     | 0     | 0     | 0     | 0        | 9     | 2.0      | 3        | 1           | 0        | 0     | 0        | 1        | 0     | 0        | 1     | 1        | 4.50     |
| 2021      | ATL       | WS          | 2     | 0     | 0     | 0     | 0        | 8     | 2.1      | 1        | 0           | 0        | 0     | 0        | 2        | 0     | 0        | 0     | 0        | 0.00     |
| 2022      | LAD       | NLDS        | 2     | 0     | 0     | 0     | 1        | 9     | 2.0      | 3        | 0           | 0        | 0     | 0        | 1        | 0     | 0        | 0     | 0        | 0.00     |
| 出場：4回 | 出場：4回 | 出場：4回   | 15    | 0     | 0     | 1     | 1        | 58    | 14.1     | 12       | 2           | 2        | 0     | 1        | 10       | 0     | 0        | 3     | 3        | 1.88     |

- 2024年度シーズン終了時

### 記録
NPB投手記録
- 初登板：2016年3月26日、対千葉ロッテマリーンズ2回戦（QVCマリンフィールド）、8回裏に6番手で救援登板・完了、1回無失点
- 初勝利：2016年4月9日、対東北楽天ゴールデンイーグルス2回戦（楽天Koboスタジアム宮城）、8回裏に6番手で救援登板、1回無失点
- 初奪三振：2016年4月12日、対オリックス・バファローズ3回戦（京セラドーム大阪）、9回裏にブライアン・ボグセビックから見逃し三振
- 初ホールド：2016年4月13日、対オリックス・バファローズ4回戦（京セラドーム大阪）、8回裏に2番手で救援登板、1回無失点
- 初セーブ：2016年5月7日、対埼玉西武ライオンズ7回戦（西武プリンスドーム）、9回裏に6番手で救援登板・完了、1回無失点

NPBその他記録
- オールスターゲーム選出：1回（2016年）

### 背番号
- 47（2014年）
- 57（2015年 - 同年途中）
- 33（2015年途中 - 同年終了）
- 55（2016年 - 2017年、2020年 - 2021年、2023年 - ）
- 31（2018年 - 2019年7月29日）
- 51（2019年8月2日 - 同年終了）
- 58（2022年）